# 魏玒
魏玒（1458年—？），字秉德，大寧前衛官籍順天府大興縣人，明朝政治人物。

## 生平
順天府鄉試第三十二名舉人。成化二十三年（1487年）中式丁未科會試第一百八十名，三甲第十名進士。十一月授戶科給事中。弘治八年（1495年）四月升吏科右，九年七月升本科左，十一年十月升本科都，十二年六月会审華㫤、程敏政之狱，被东厂弹劾偏袒二人，下狱旬月，赎杖还职。十三年七月升太僕寺少卿，正德元年（1506年）十二月升南京太僕寺卿，四年五月考察冠带闲住。

## 家族
曾祖魏欽，百戶；祖父魏整；父魏信，千戶。前母田氏；母何氏；繼母田氏。具庆下。